# Битка за Окинава
Битката за Окинава (на японски: 沖縄戦; на английски: Battle of Okinawa), с кодово име Операция Айсберг, е голяма битка от Тихоокеанската война, проведена на остров Окинава между армиите на САЩ и Япония. Първоначалното нахлуване на Окинава на 1 април 1945 г. е най-големият морски десант в Тихоокеанския театър на военните действия във Втората световна война. Битката продължава 82 дни от 1 април до 22 юни 1945 г. След дълга кампания на завземане на острови, Съюзниците планират да използват Окинава, голям остров на 550 km от основната суша на Япония, като база за въздушни операции за планираното нахлуване на Японските острови.
САЩ създават 10-а армия, кръстосана сила, съставена от 7-а, 27-а, 77-а и 96-а пехотни дивизии на американската армия, които заедно с 1-ва, 2-ра и 6-а дивизии на морската пехота, да се сражават на острова. 10-а е уникална в това, че има собствени тактични въздушни сили и е подкрепяна от комбинирани военноморски и морско-десантни войски. Япония разполага с 32-ра армия, образувана от 24-та, 28-а и 62-ра пехотни дивизии плюс няколко смесени бригади и един танков полк. Въпросната армия бива унищожена в хода на бойните действия.
Битката често се нарича „Стоманен тайфун“ в англоезичната литература и „Дъжд от стомана“ или „Стоманен вятър“ в японската. Тези прякори са във връзка със свирепостта на сраженията, интензивността на японските камикадзе нападения и броят на съюзническите кораби, които нападат острова. Битката е една от най-кървавите в Тихия океан, като жертвите достигат около 150 000 общо. В битката участват и вербувани местни окинавци на страната на японците. В хода на военните действия загива значителна част от населението на острова.
Във военноморските действия при битката и двете страни губят значителен брой кораби и самолети, сред които и японския линеен кораб „Ямато“. След битката, Окинава предоставя място за закотвяне на флота, място за събиране на войски и летища близо до Япония в подготовката за планираното нахлуване.

## Последователност на военните действия

### Съюзници
Отряд със специално предназначение 56 (Task Force 56) е най-големият и е съставен от членове на 10-а армия. Армията има два корпуса под командването си: 3-ти десантен корпус, съставен от 1-ва и 6-а морски дивизии и 24-ти корпус, съставен от 7-а и 96-а пехотни дивизии. Втора морска дивизия е плаваща резерва, а 10-а армия също контролира 27-а пехотна дивизия, заделена като гарнизонна, и 77-а пехотна дивизия.
Общо, армията разполага с над 102 000 войници, над 88 000 морски пехотинци и 18 000 души военноморски персонал (основно от строителния батальон). В началото на битката, 10-а армия има 182 821 души персонал под командването си. Планът е генерал Бъкнър да докладва на Търнър докато десантната фаза е завършена, след което да докладва директно на Спрюънс.
Въпреки че съюзническите сухопътни войски са изцяло съставени от американски единици, Британският тихоокеански флот (познат в САЩ под името Отряд със специално предназначение 57) предоставя около ¼ от съюзническата военноморска въздушна сила (450 самолета). Той съставлява сила, включваща 50 бойни кораба, 17 от които са самолетоносачи. Докато британските бронирани бронирани полетни палуби означават по-малко пренасяни самолети на самолетоносачите, те са по-устойчиви на удари от камикадзета.
Въпреки че всички самолетоносачи са предоставени от Великобритания, самолетоносачната група включва персонал и кораби от Великобритания, Канада, Нова Зеландия и Австралия. Тяхната мисия е да неутрализират японските летища в архипелага Сакишима и да предоставят въздушно подкрепление срещу японските камикадзета. Повечето от изтребителите въздух-въздух, малките пикиращи бомбардировачи и щурмови самолети са на американския флот.

### Япония
Японската сухопътна кампания (основно отбранителна) е проведена от 67-хилядната (77-хилядна, според някои източници) редовна 32-ра армия и около 9000 души персонал на императорския флот при военноморска база Ороку (само малка част от тях са обучени и екипирани за наземен бой), подкрепяни от 39-хилядна армия от вербувани местни рюкю (включително 24 хиляди набързо привикани тилни милиционери и 15 хиляди неуниформени работници). Японците използват тактиката на камикадзе от битката в залива Лейте, но за пръв път те стават голяма част от отбраната. Между американския десант на 1 април и 25 май се състоят седем големи камикадзе атаки, включващи над 1500 самолета.
32-ра армия първоначално е съставена от 9-а, 24-та и 62-ра дивизии и 44-та независима смесена бригада. Девета дивизия е преместена на Тайван преди нападението, което води до промяна в японските отбранителни планове. Основната съпротива е планирана да се води на юг от генерал-лейтенант Мицуру Ушиджима, неговия началник-щаб, генерал-лейтенант Исаму Чо и полковник Хиромичи Яхара. Яхара подкрепя отбранителната стратегия, докато Чо подкрепя нападателната.
На север командва полковник Такехидо Удо. Войските на императорския флот са предвождани от контраадмирал Минору Ота. Те очакват американците да спуснат 6 – 10 дивизии срещу японския гарнизон от 2 и половина дивизии. Щабът изчислява, че по-доброто качество и по-големият брой на оръжията дават на всяка американска дивизия 5 или 6 пъти по-голяма огнева мощ от тази на японците. Към това се добавят изобилната военноморска и въздушна мощ на американците.

### Използване на деца от армията
На остров Окинава, момчетата от средните училища са организирани във фронтова служба Текецу Кинотай, докато момичетата са организирани в медицински елемент.
Японската императорска армия мобилизира 1780 момчета от средните училища, на възраст между 14 и 17 години, за служба на фронта. Тази мобилизация е проведена по заповед на Министерството на армията.
Заповедта мобилизира учениците като доброволци, но реално военните власти нареждат на училищата да принудят почти всичките си ученици да „доброволстват“ като войници. Понякога фалшифицират нужните документи. Около половината Текецу Кинотай са убити, включително в самоубийствени бомбени атаки срещу танкове и в партизански операции.
- Деца войници от Текецу Кинотай.
- Американска военна диаграма на типични японски хълмови отбранителни тунели и съоръжения.
- Японско 150-mm оръдие Тип 89, скрито в отбранителна система от пещери.
- Карта на летищата на Окинава, 1945 г.

## Морска битка
Отрядът със специално предназначение 58 (Task Force 58) на американския флот, разгърнат в източната част на Окинава с група от 6 – 8 разрушителя, държи 13 самолетоносача на служба от 23 март до 27 април и по-малко след това. До 27 април, поне 14 ескортиращи самолетоносача в района по всяко време. До 20 април, британският отряд със специално предназначение 57, с 10 ескортиращи самолетоносача, остава близо до островите Сакашима, за да защитава южния фланг.
Продължителността на кампанията под напрегнати условия карат адмирал Нимиц да вземе безпрецедентен ход за облекчаване на главните военноморски командири, които да почиват и да се възстановяват. Следвайки практиката на променяне на предназначението на флота с промяната на командирите, флота на САЩ започва кампанията с 5-и военноморски флот при адмирал Спрюънс, но завършва с 3-те военноморски флот при адмирал Уилям Холси.
Японската въздушна съпротива е относително лека през първите няколко дни след десантите. Обаче, на 6 април, очакваният въздушен отговор започва с нападение от 400 самолета от Кюшу. Периодичните тежки въздушни атаки продължават през април. От 26 март до 30 април двадесет американски кораба са потопени, а 157 са повредени от вражеските действия. От своя страна, към 30 април японците са загубили над 1100 самолета.
Между 6 април и 22 юни японците впускат 1465 самолета камикадзета в едромащабни нападения от Кюшу и Тайван. Докато американското разузнаване оценява, че има 89 самолета на Тайван, японците всъщност имат около 700, разглобени или добре камуфлажирани и разпръснати из села и градове. Американският пети въздушен отряд не вярва на флотските твърдения, че камикадзета идва от Тайван.
Загубените кораби са малки съдове, в частност разрушители с радари, както и ескортни миноносци. Докато Съюзниците на губят големи бойни кораби, няколко самолетоносача са сериозно повредени. Моторни лодки Шиньо също се използват в самоубийствени атаки от японците, въпреки че Ушиджима разпуска по-голямата част от батальоните с лодки самоубийци преди битката, поради очаквана нискоефективност срещу по-силен враг. Екипажите на лодките са преобразувани в три допълнителни пехотни батальона.

### Операция „Тен-Го“
Операция „Тен-Го“ е нападение на отряд от 10 японски плавателни съда, предвождани от линейния кораб „Ямато“ и командвани от адмирал Сеиичи Ито. На тази малка група е наредено да пробие път през вражеските военноморски сили, след което „Ямато“ да се закотви и да се бие от брега, използвайки артилерията на кораба като брегова артилерия, а екипажа ѝ – като морска пехота. „Тен-Го“ е прихваната от подводници малко след като напуска японските домашни води и е пресрещната от самолетоносачи.
Подложен на атаки от над 300 самолета в продължение на над 2 часа, най-големият боен кораб на света потъва на 7 април 1945 г. след едностранна битка, много преди да успее да достигне Окинава. Американските торпедоносци са инструктирани да се прицелват само в едната страна на кораба, за да се спре ефективно противонаводняване от екипажа на кораба, и да се прицелват към носа или кърмата, където се смята, че бронята е най-тънка.
Без защитната сила на „Ямато“, лекият крайцер „Яхаги“ и 4 от разрушителите също са потопени. Императорските ВМС на Япония губят около 3700 моряци, сред които адмирал Ито, срещу 10 американски самолета и 12 пилота.

### Британски тихоокеански флот
Британският тихоокеански флот, участващ под наименованието Отряд със специално предназначение 57, е натоварен със задачата да неутрализира японските летища в архипелага Сакишима, което изпълнява успешно от 26 март до 10 април.
На 10 април вниманието му е привлечено към летищата в северен Тайван. Отрядът се оттегля към залива Сан Педро на Филипините на 23 април.
На 1 май Британският тихоокеански флот се завръща, подчинявайки летищата, както преди, този път чрез морско бомбардиране в допълнение към въздушните удари. Няколко камикадзе нападения му причиняват значителни поражения, но тъй като британците имат бронирани полетни палуби на самолетоносачите си, те претърпяват само кратко прекъсване на действията на отряда си.

## Сражения на сушата
Битката на сушата продължава 81 дни и започва на 1 април 1945 г. Първите десантирали американци са войниците на 77-а пехотна дивизия, които слизат на островите Керама, на 24 km западно от Окинава на 26 март. Следват допълнителни помощни десанти и архипелагът е превзет през следващите пет дни. В тези подготвителни операции, 77-а дивизия претърпява 27 жертви и 81 ранени, докато японските жертви и военнопленници общо са около 650. Този ход предоставя защитено място за закотвяне на флота и елиминира заплахата от лодки-самоубийци.
На 31 март морски пехотинци от батальона за десантно разузнаване слизат без съпротива на Кейсе Шима, четири островчета на едва 13 km западно от столицата на Окинава, Наха. Група от артилерийски установки 155-mm оръдие M1/M2/M59 са доставени на бреговете на островите, с цел да подкрепят действията на Окинава.

### Северен Окинава
Основният десант е направен на 1 април 1945 г. (тогава датата се пада на Великден) от 24-ти корпус и 3-ти десантен корпус на плажовете Хагуши на западния бряг на Окинава. Втора морска дивизия провежда военна демонстрация на плажовете Минатога на югоизточния бряг, за да се заблудят японците и да се забави движението на резерви.
Десета армия помита южно-централната част на острова с относителна лекота за стандартите на Втората световна война, завладявайки летищата Кадена и Йомитан часове след десанта. На фона на слабата съпротива, генерал Бъкнър решава да продължи веднага с Фаза II на плана си – превземането на северната част на Окинава. Шеста морска дивизия се отправя към провлака Ишикава и към 7 април са затворили полуострова Мотобу.
Шест дни по-късно, на 13 април, втори батальон достига точката Хедо на най-северния край на острова. Към този момент, основната част от японските войски на север са притиснати на полуостров Мотобу. Тук, теренът е планински и горист, а японските отбранителни линии са концентрирани на връх Яе, извита маса от скалисти хребети и дефилета в центъра на полуострова. Провеждат се тежки боеве, преди морските пехотинци да подсигурят върха на 18 април.
През това време, 77-а пехотна дивизия напада Иеджима, малък остров близо до западния бряг на полуострова, на 16 април. Освен обичайните рискове, 77-а дивизия се изправя срещу атаки камикадзе и дори местни жени, въоръжени с копия. Следват тежки сражения, преди районът да е обявен за подсигурен на 21 април, като така още едно летище е на разположение срещу Япония.

### Южен Окинава
Докато 6-а морска дивизия прочиства северната част на Окинава, американските 96-а и 7-а пехотни дивизии се отправят на юг, за да стеснят примката около Окинава. 96-а започва да среща яростна съпротива в западно-централната част на Окинава от японски войски, държащи укрепени позиции източно от магистрала N1 на около 8 km северозападно от Сюри. 7-а среща подобно яростна японска опозиция от скалист връх на около 910 m югозападно от Аракачи. Към нощта на 8 април американските войски вече са изчистили тези и още няколко силно укрепени позиции. В процеса губят над 1500 от хората си, докато убиват и пленяват общо около 4500 японци. Уви, битката тепърва започва, тъй като се оказва, че тези са само предни постове, защитаващи линията Сюри.
Следващата цел на американците е хребетът Каказу – два хълма със свързваща ги седловина, която образува част от външната защита на Сюри. Японците са подготвили позициите си добре и се бият упорито. Японските войници се крият в укрепени пещери. Американските войски често губят персонал, преди да изчистят японците от всяка пещера. Японците изпращат окинавци навън, за да се снабдяват с вода и провизии, което води до цивилни жертви. Американското настъпление е неумолимо, но води до голям брой жертви и от двете страни.
Докато американската атака срещу Каказу е спряна, генерал-лейтенант Ушиджима, повлиян от генерал Чо, решава да поеме офанзивата. Във вечерта на 12 април 32-ра армия напада американските позиции по целия фронт. Японската атака е тежка, продължителна и добре организирана. След ожесточен близък бой, нападателите се оттеглят, но повтарят нападението си на следващата нощ. Последната атака е отблъсната на 14 април. Усилията карат щаба на 32-ра армия да заключи, че американците са уязвими на нощни тактики на инфилтрация, но и че тяхната голяма огнева мощ прави всяка японска офанзива опасна и че отбранителната стратегия е по-добър вариант.
24-та пехотна дивизия, която пристига на 9 април, поема западния бряг на Окинава. Генерал Джон Р. Ходж разполага с три дивизии на линията, с 96-а по средата и 7-а на изток, като всяка дивизия държи фронт от едва 2,4 km. Ходж започва нова офанзива на 19 април със залп на 324 оръдия, най-големият в Тихоокеанския театър на военните действия, и картечници. Линейни кораби, крайцери и разрушители се включват в бомбардировката, която е последвана от 650 самолета, нападащи вражеските позиции с напалм, ракети, бомби и картечници. Японската защита се е установила по обратните склонове, които са от другата страна на нападащата ги сила, където защитниците изчакват артилерийския залп и въздушните удари в относителна безопасност. След това излизат от пещерите и впускат дъжд от мини и гранати срещу американците, настъпващи от предния склон.
Танкова атака, целяща да пробие защитата чрез обхождане на фланга на Каказу, се проваля да се свърже с поддържащата я пехота, докато се опитва да прекоси хребета, и следователно се проваля, губейки 22 танка. Въпреки че огнеметните танкове изчистват много пещери, пробив няма, а 24-ти корпус губи 720 души. Загубите са можели да бъдат по-големи, ако не беше факта, че японците задържат на практика всичките си пехотни резерви далеч на юг, заради фалшиво нападение на плажовете Минатога, издействано от 2-ра морска дивизия едновременно с атаката.
Към края на април, след като американските войски настъпват през линията Мачинато, 1-ва морска дивизия облекчава 27-а пехотна дивизия, а 77-а пехотна облекчава 96-а. Когато пристига 6-а морска дивизия, 3-ти десантен корпус поема десния фронт, а 10-а армия поема контрол над битката.
На 4 май 32-ра армия започва поредната контраатака. Този път, Ушиджима се опитва да осъществи морски десант по бреговете зад американските линии. За да подкрепи атаката си, японската артилерия се изнася на открито. Така, те успяват да изстрелят 13 000 снаряда за подкрепа, но ефективната американска контрабатарейна стрелба унищожава десетки японски артилерийски установки. Нападението се проваля.
Бъкнър отново започва американска атака на 11 май. Следва десет дни ожесточени сражения. На 13 май части на 96-а пехотна дивизия и 736-и танков батальон завладяват Коникъл хил. Извисявайки се на 145 m над крайбрежната равнина Йонабару, тази особеност на релефа е източното място за закотвяне на основните японски защити и се отбранява от около 1000 японци. Междувременно, на другия бряг, 1-ва и 6-а морска дивизии се бият за Шугър лоуф хил. Завладяването на тези две ключови позиции оголват японците около Сюри от двете страни. Бъкнър се надява да обгради Сюри и да хване в капан основната японска защитаваща сила.
Към края на май, мусонните дъждове, които превръщат оспорваните хълмове в блата, изострят тактическите и медицинските положения на двете страни. Настъплението по суша започва да изглежда на бойно поле от Първата световна война, докато войниците затъват в калта, а наводнените пътища силно затрудняват евакуацията на ранените към тила. Войниците живеят на поле, подгизнало от дъжд, от части бунище и от части гробище. Непогребаните японски и американски тела се разлагат, потъват в калта и стават част от вредна яхния. Всеки, спускащ се надолу по хлъзгав склон, е можел лесно да намери червеи в джобовете си към края на пътуването си.
На 29 май генерал-майор Педро дел Вале, командир на 1-ва морска дивизия, нарежда на капитан Джулиан Дюзенбъри от 1-ви батальон, 5-и морски полк да завладее замъка Сюри. Завладяването на замъка представлява както стратегически, така и психологически удари по японците и е повратна точка в кампанията. Дел Вале е награден с медал за лидерството си в боя и последвалата окупация и преорганизация на Окинава. капитан Дюзенбъри по-късно също бива награден за действията си.
Замъкът Сюри попада под артилерийския обстрел на линкора USS „Мисисипи“ в продължение на три дни преди нападението. Поради това, 32-ра армия се изтегля на юг и така морските пехотинци лесно превземат замъка. Замъкът обаче е извън обозначената зона на 1-ва морска дивизия и само неистовите усилия на командира и щаба на 77-а пехотна дивизия спират американски въздушни удари и артилерия, които биха довели до много жертви от приятелски огън.
Японското отстъпление, макар тормозено от артилерийски огън, е проведено с голямо умение през нощта и подпомагано от мусонните бури. 32-ра армия успява да премести 30 000 души персонал към последната си защитна линия на полуостров Киян, което накрая води до най-голямото кръвопролитие на Окинава в последните етапи на битката, включително смъртта на хиляди цивилни. освен това, има 9000 флотски войници, подкрепени от 1100 души милиция с близо 4000 укриващи се в подземната щаб-квартира на хълма до военноморска база Окинава на полуостров Ороку, източно от летището.
На 4 юни елементи на 6-а морска дивизия започват десантна атака на полуострова. 4000 японски моряци, включително адмирал Минору Ота, се самоубиват в ръчно изкопаните тунели на подземната военноморска щаб-квартира на 13 юни. Към 17 юни останките от разпокъсаната 32-ра армия на Ушиджима са изблъскани към малък джоб в най-южната част на острова, югоизточно от град Итоман.
На 18 юни генерал Бъкнър е убит от вражеска артилерия, докато наблюдава настъплението на войските си. Бъкнър е заместен от Рой Гейгер. След като поема командването, Гейгер става единственият морски пехотинец, командвал армия на САЩ в бой. Той е освободен пет дни по-късно и на негово място е назначен Джоузеф Стилуел.
Последните части на японската съпротива са елиминирани на 21 юни, въпреки че някои японци продължава да се укриват, включително бъдещия губернатор на префектура Окинава, Масахиде Ота. Ушиджима и Чо правят сепуку в тяхната щаб-квартира на Хълм 89 в заключителните часове на битката. Полковник Яхара иска разрешение от Ушиджима да се самоубие, но генералът му отказва с думите: „Ако умреш, няма остане никой, който да знае истината за битката за Окинава. Носи временния срам, но го издръж. Това е заповед от командира ти.“ Яхара е японският офицер с най-висок чин, оцелял след битката на острова и по-късно издава книга, озаглавена „Битката за Окинава“.

## Жертви
Битката при Окинава е най-кръвопролитното сражение в Тихоокеанския театър на Втората световна война. Най-пълният отчет за смъртните случаи по време на битката се намира при паметника Корнърстоун оф пийс в префектура Окинава, който идентифица имената на всеки човек, загинал на Окинава през войната. Към 2010 г. паметникът изброява 240 931 имена, от които 149 193 на окинавски граждани, 77 166 на японски войници, 14 009 на американски войници, както и ред хора от Южна Корея (365), Северна Корея (82), Великобритания (82) и Тайван (34).
Числата съответстват на записите на смъртни случаи по времето на битката откакто американците правят десант на островите Керама на 26 март 1945 г. до подписването на капитулацията на Япония на 2 септември 1945 г. Към тях се добавят всички жертви от Окинава в Тихоокеанската война през 15-те години от Мукденския инцидент, заедно с тези, които умират на Окинава поради военни събития. Първоначално списъкът съдържа 234 183 имена, но се разширява с всяка година. Около 40 000 окинавски граждани са вербувани от японската армия и често се броят като жертви на войната.
Най-известната жертва на войната от американска страна е генерал-лейтенант Саймън Боливар Бъкнър, чието решение да нападне фронтално японската защита, макар с много жертви, се оказва успех. Четири дни преди приключването на кампанията Бъкнър е убит от артилерийски обстрел, който изстрелва смъртоносни коралови шрапнели в тялото му, докато той инспектира войските си на фронта. Той е американският офицер с най-висок чин, който загива от вражески оргън през Втората световна война.
За японците това е първата битка в Тихия океан, при която хиляди японци се предават или са заловени. От една страна това се дължи на факта, че много от пленниците са местни окинавци, които са по-малко пропити от доктрината на Японската императорска армия да не се предават.

## Последици
90% от сградите на острова са разрушени, заедно с много исторически документи, артефакти и културни богатства. Тропическият пейзаж е променен на широко поле от кал, олово, разлагане и червеи. Военната стойност на Окинава надхвърля очакванията. Островът предсотавя място за закотвяне на флота, сборни пунктове за армията и летища в близост до Япония. През юли 1945 г. американците изчистват околните води от мини и окупират Окинава. След битката е установена американска администрация на островите Рюкю, включващи и Окинава. Днес на острова е разположена най-голямата американска военновъздушна база в Азия, което Япония счита за гаранция за регионалната стабилност, но местните жители протестират срещу присъствието и размера на базата.